# Bonifacio de Maguncia

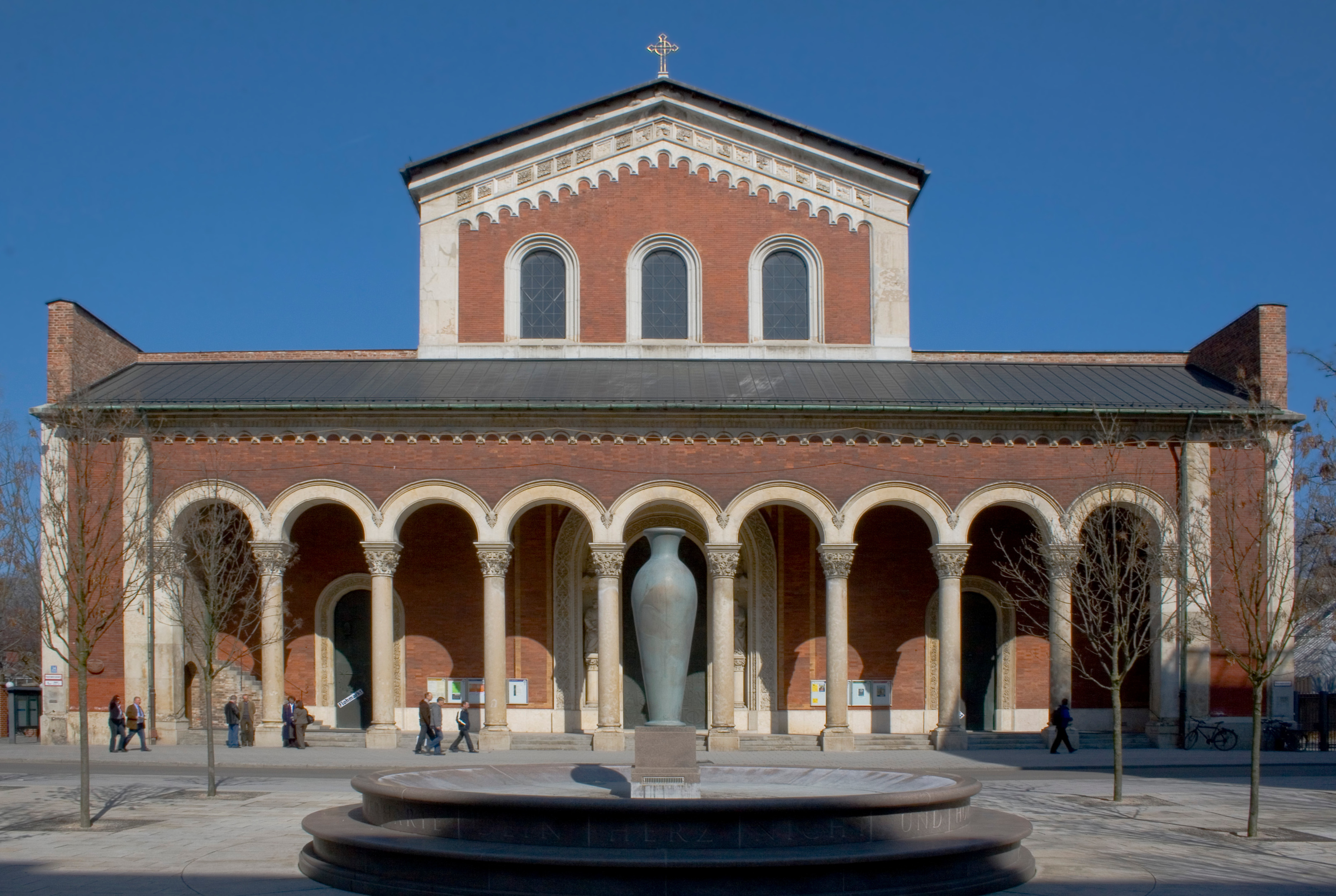
Abadía de San Bonifacio, Múnich (Alemania).

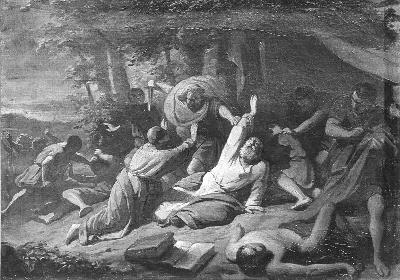
Martirio de Bonifacio. Obra de Jacobus van Dijck.

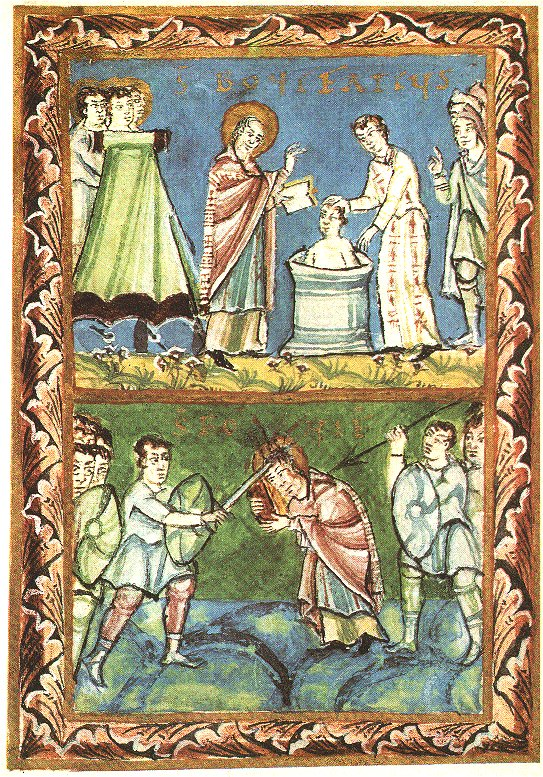
San Bonifacio. (1) Bautismo de un converso. (2) Martirizado, abadía de Fulda.

Bonifacio (672 o 673-5 de junio de 754 o 755) fue un santo, obispo y mártir anglosajón. Llamado en latín Bonifacius, ‘aquel que hace el bien’, su verdadero nombre era Wynfrith, Winfrith, Winfrid o Winifred (cuyo significado en anglosajón es ‘amigo de la paz’); también era conocido como Bonifacius Moguntinus o de Maguncia; por esta denominación aparecen sus obras en la Patrología Latina. Adoptó su nombre en memoria de San Bonifacio (mártir de Tarso, fallecido alrededor de 305). 
Su fiesta se celebra el 5 de junio para los católicos y para los luteranos, y el 19 de diciembre para los ortodoxos.

## Biografía
Llamado «apóstol de Alemania», nació en Crediton, Devonshire. Pertenecía a una buena familia y ya manifestó a muy temprana edad y en contra de la voluntad de su padre, su deseo de entrar en la vida monástica. Empezó sus estudios teológicos en los monasterios de Exeter y Nutcell, y profesó a los treinta años.
En 716 realiza una expedición misionera a Frisia, con el fin de convertir a los paganos del Norte de Europa predicando en anglosajón, lengua muy similar a la frisona, pero sus esfuerzos resultaron vanos a causa de la guerra que enfrentaba a Carlos Martel y a Radbod, rey de los frisones.
En 718, Bonifacio visita Roma y el Papa Gregorio II le encarga la misión de organizar la Iglesia en Alemania y evangelizar a los paganos. Durante cinco años recorre Turingia, Hesse y Frisia, y regresa a Roma para informar de todo ello al Papa. En esta ocasión el Papa le nombra obispo un 14 de mayo, festividad de San Bonifacio de Tarso, y Bonifacio retorna a Alemania con plenos poderes. Bautiza a miles de paganos y se implica en los problemas de numerosos cristianos que habían perdido el contacto con la jerarquía de la Iglesia católica.
En 738 acude a Roma nuevamente donde el sucesor de Gregorio II, Gregorio III, le nombra arzobispo y delegado papal. Continúa su misión por Baviera, y funda los obispados de Salzburgo, Ratisbona, Frisinga y Passau. En 742, con uno de sus principales discípulos, Esturmio, funda la abadía de Fulda, no muy lejos de la misión de Fritzlar, y el obispado de Büraburg, ambos creados por Bonifacio. Se interesó con gran celo en el desarrollo de esta abadía que llegó a ser el centro principal para la formación de los monjes. Inicialmente, su construcción fue financiada por Pipino el Breve, hijo de Carlos Martel. El apoyo de los mayordomos de palacio y, más tarde, de los primeros Pipinides y reyes carolingios, fue crucial para Bonifacio que logró mantener el equilibrio entre su ayuda y la del papado, así como la de los gobernadores de Agilolfing de Baviera. En 746 es nombrado obispo de Maguncia.
Cuando regresa de Baviera, Bonifacio prosigue con sus misiones en Alemania, donde funda las diócesis de Würzburg, Erfurt y Büraburg. Nombra a sus discípulos obispos y consigue que estos tengan una cierta independencia con respecto al poder carolingio. Organiza unos sínodos provinciales en la Iglesia franca y aunque sus relaciones con el rey de los francos son a veces azarosas, corona a Pipino el Breve en Soissons en 751, consagrándole en marzo del año siguiente. Continúa ocupándose de los asuntos internos de su país de origen, y envía en 746 una larga carta de reprimenda al rey Ethelbaldo de Mercia, en la que muestra su disconformidad por las costumbres sexuales que le parecen un mal ejemplo para los pueblos no cristianizados todavía.
Nunca renunció, en su interior, a convertir a los frisones. En 750, nombra a su discípulo, Gregorio, abad de la abadía de San Martín de Utrecht, enseñándole y ayudándole en la administración de la diócesis, la menos cristianizada de su vasto campo de apostolado. Pasa un largo tiempo en Frisia y, en 754, bautiza a un gran número de habitantes de esta región que, en su mayoría, es todavía pagana.
El 5 de junio de 754, Bonifacio, por entonces cercano a los setenta años, junto con una cincuentena de sus compañeros, es asesinado en Flandes, cerca de la ribera de Borré Becque, entre Kassel y Hazebrouck, al este de Saint-Omer, a unos cuarenta kilómetros de Dunkerque. El hecho de que ciertos escritos históricos actuales sitúen el lugar de su muerte en Dokkum, en Frisia (Países Bajos) nace de la falsificación de un antiguo texto escrito por un monje de Utrecht del siglo XIII que cambió el nombre original de Dockynchirica (Dunkerque) por el de Dockinga, nombre primitivo de Dokkum. El departamento de Dokkum que no existía en 754, se menciona siempre como el lugar en el que murió Bonifacio, pese a que, hoy en día, un gran número de historiadores medievalistas refutan esta afirmación.
Se encuentran, recogidos por Serrarius, 1605 en formato cuartilla, Sermones y Cartas de Bonifacio, que fueron reeditadas por Giles, en Londres, en 1844. Su discípulo, Willibaldo de Maguncia, escribió su Vida en latín y sus últimas palabras fueron «Ánimo en Cristo».
Sus principales atributos son: el hábito de obispo, la mitra y un libro cruzado por una espada. En ocasiones se le representa bautizando a los conversos, con un pie encima de un roble abatido que simboliza el sometimiento de la religión pagana.
A Bonifacio se le atribuye la invención del árbol de Navidad. Según la leyenda, cortó un roble decorado, consagrado a Thor; y lo cambió por un abeto, cambiándole su significado por completo.

### Patronazgo
San Bonifacio es el patrón de los cerveceros, de los sastres y de los petroleros y patrono de la arquidiócesis de Ibagué, en Colombia, donde es especialmente venerado en una parroquia que lleva su nombre.

### Honores
El asteroide (15346) Bonifatius fue nombrado así en su memoria.